# Pike Creek
Pike Creek és una concentració de població designada pel cens dels Estats Units a l'estat de Delaware. Segons el cens del 2000 tenia 19.751 habitants.

## Demografia
Segons el cens del 2000, Pike Creek tenia 19.751 habitants, 8.201 habitatges, i 5.166 famílies. La densitat de població era de 1.244 habitants/km².
Dels 8.201 habitatges en un 30,1% hi vivien nens de menys de 18 anys, en un 52,2% hi vivien parelles casades, en un 8,2% dones solteres, i en un 37% no eren unitats familiars. En el 29% dels habitatges hi vivien persones soles el 5,9% de les quals corresponia a persones de 65 anys o més que vivien soles. El nombre mitjà de persones vivint en cada habitatge era de 2,36 i el nombre mitjà de persones que vivien en cada família era de 2,98.
Per edats la població es repartia de la següent manera: un 22,9% tenia menys de 18 anys, un 8,4% entre 18 i 24, un 35% entre 25 i 44, un 24,6% de 45 a 60 i un 9,1% 65 anys o més.
L'edat mediana era de 36 anys. Per cada 100 dones de 18 o més anys hi havia 88,7 homes.
La renda mediana per habitatge era de 71.655 $ i la renda mediana per família de 84.076 $. Els homes tenien una renda mediana de 56.476 $ mentre que les dones 40.273 $. La renda per capita de la població era de 32.939 $. Aproximadament el 0,9% de les famílies i l'1,6% de la població estaven per davall del llindar de pobresa.

## Poblacions properes
El següent diagrama mostra les poblacions més properes.